# Гаамсе
Га́амсе (ест. Haamse küla) — село в Естонії, у волості Ляене-Сааре повіту Сааремаа.

## Населення
Чисельність населення на 31 грудня 2011 року становила 7 осіб.

## Географія
Дістатися села можна автошляхом 86 (Курессааре — Вигма — Панґа), повертаючи на південний схід від села Асте.

## Історія
До 12 грудня 2014 року село входило до складу волості Каарма.